# Rummelsburg
Rummelsburg è un quartiere della città tedesca di Berlino, appartenente al distretto di Lichtenberg.